# Menneus bituberculatus
Espèce
Menneus bituberculatus est une espèce d'araignées aranéomorphes de la famille des Deinopidae.

## Distribution
Cette espèce est endémique du Queensland en Australie.
Sa présence est incertaine en Nouvelle-Guinée.

## Description
La femelle holotype mesure 11,5 mm.

## Publication originale
- Coddington, Kuntner & Opell, 2012 : Systematics of the spider family Deinopidae with a revision of the genus Menneus. Smithsonian Contributions to Zoology, no 636, p. 61 (texte intégral).